# Головачёвы
Головачёвы (Головачовы) — древний русский дворянский род (в Гербовник не внесены).
В первой половине XVII века Головачёвы разделились на следующие ветви:
1. От Симона Евстафьевича Головачёва, верстанного поместьем (1643), записана в VI часть родословной книги Тверской губернии.
2. От Ягупа Головачёва и его внуков, владевших поместьями (1679), записана в VI часть родословной книги Петербургской губернии.
3. От Сафона Головачёва; записана в VI часть родословной книги Ярославской губернии, но Герольдией, за недостаточностью доказательств, не утверждена в древнем дворянстве.
4. От Богдана Головачёва, вологодского помещика, и его сыновей Максима, Петра и Якова, стольника, жалованного вотчиной в Вологодском уезде (1693). Потомство Ивана Максимовича Головачева записано в VI часть родословных книг Курской и Тверской губерний, но Герольдией, за недостаточностью доказательств, не утверждено в древнем дворянстве,
5. От капитана Василия Григорьевича Головачёва, находившегося в военной службе (с 1748), записан во II часть родословных книг Казанской и Симбирской губерний.

Есть ещё ряд дворянских родов Головачёвых более позднего происхождения (II и III части родословной книги).

## История рода
Род восходит к началу XVI века и владел поместьями в Новгородской области. Русин Семёнович владел поместьями в Новгородской области (1531), упомянут его сын Иван Русинович (1555), который поручился по князю Серебряному (1565). Новгородцы Богдан Иванович и Филипп Алферьевич поручились по князе И. Ф. Мстиславском (1571). Четверо представителей рода владели поместьями в Шелонской пятине (1576). Тимофей Головачёв послан с царским письмом к князю Елецкому (1576). Фёдор Фёдорович владел поместьем в Московском уезде (1586).
Павел и Матвей Головачёвы состояли при датском принце (1602). Тимофей Григорьевич получил грамоту Сигизмунда III на поместье его тётки — Наумовой жены. кроме того подобные грамоты получили пять представителей рода (1610). Семь представителей рода возвращены из польского плена (1613), вероятно они были помещиками Смоленской области, где владели поместьями и вотчинами. Юрию Григорьевичу за службу и раны дана денежная придача (1613). Арзамасский городовой дворянин Иван Безсонович был выборным дворянином на Земском соборе (1642). Савва Головачёв владел поместьем в Ростовском уезде (1652). Алексей Козьмич и Никита Фёдорович владели поместьями в Ярославском уезде (1679).
Семь представителей рода владели населёнными имениями (1699).

## Известные представители
- Головачёв Ламон Васильевич — кашинский городовой дворянин, убит при осаде (1622).
- Головачёв Иван Никитич — описывал земли Авраамиева Богоявленского монастыря в Ростовском уезде (1629).
- Головачёв Меньшой Любимов — московский дворянин (1627—1640), воевода в Царёве-Санчурском (1628—1629).
- Головачёв Дмитрий Михайлович — воевода в Алатыре (1629—1630).
- Головачёвы: Иван Большой и Иван Меньшой Петровичи — участники Литовского похода (1632).
- Головачёв Иван Андреевич — московский дворянин (1636—1640), воевода в Самаре (1649).
- Головачёв Фёдор Фёдорович — московский дворянин (1636—1640), воевода в Соли-Вычегодской (1634—1636), Таре (1643—1647) (два раза), в Нарыме (1649 и 1652).
- Головачёв Иван Фёдорович — воевода в Самаре (1649).
- Головачёв Тихон — толмач, отправлен к крымскому хану с поминками (1650).
- Головачёв Данила Иванович — воевода в Венёве (1677), московский дворянин (1676—1677), арзамасский помещик.
- Головачёв Яков Богданович — стольник (1689—1692), ему жалована вотчина в Вологодском уезде (1693)[1][2][3].
- Головачёв, Алексей Адрианович (1819—1903) — русский общественный деятель и публицист.
- Головачёв, Аполлон Филиппович (1831—1877) — русский литературный критик, публицист; муж А. Я. Панаевой.
- Головачёв, Виктор Филиппович (1821—1904) — русский морской историк.
- Головачёв, Николай Никитич (1823—1887) — русский генерал, участник Кавказской войны и Туркестанских походов